# Pin Malakul
Mom Luang Pin Malakul (thailändisch หม่อมหลวงปิ่น มาลากุล, * 24. Oktober 1903 in Bangkok; † 5. Oktober 1995 ebenda) war ein thailändischer Pädagoge, Schriftsteller und Politiker.

## Leben

### Ausbildung
Pin wurde am 24. Oktober 1903 als sechstes Kind von Mom Rajawongse Pia Malakul und Than Phuying Sa-ngiam Malakul geboren. Er hatte 12 weitere Geschwister.
Mit fast sieben Jahren kam er 1910 an die Jungenschule Suan-Kulab-Wittayalai-Schule (Thai: โรงเรียนสวนกุหลาบวิทยาลัย. 1910 kam er ans Vajiravudh-Internat (Thai: วชิราวุธวิทยาลัย), Vajiravudh College, damals: Royal Pages School). Am 7. März 1922 erreichte er London, wo er Pali und Sanskrit an der University of London, School of Oriental and African Studies studierte. In England freundete er sich mit weiteren thailändischen Austauschstudenten an, unter anderem mit Prinz Dulbhakara Worawan, Visuddhi Krairiksh und Phanom Thephasdin, die er schon aus seiner Zeit an der Royal Page School kannte. 1924 wurde Pin am Brasenose College der University of Oxford angenommen, wo er seine Oriental Studies 1928 mit dem Bachelor of Arts abschloss. Anschließend wurde er für Pädagogik, ebenfalls in Oxford, angenommen, dort erhielt er am 15. Oktober 1931 sein Master of Arts.

### Karriere
Nach seiner Rückkehr 1931 aus Europa wurde Pin Lehrer für Mathematik, Thai und Englisch an der Chulalongkorn University.
Im Jahr 1946 wurde Pin Staatssekretär des Bildungsministeriums. LM Pin war von 1957 bis 1969 Erziehungsminister und von September 1957 bis Oktober 1958 zugleich Kultusminister. Später war er Vorstandsmitglied der UNESCO.
Für sein schriftstellerisches Werk wurde er 1987 zum Nationalkünstler ernannt.

### Privates
Am 7. März 1932 heiratete Pin Dussadeemala Krairiksh, die Tochter von Chao Phraya Mahithon (Lo Krairiksh) und Than Phuying Klip Mahithon.

## Ehrungen (Auswahl)
- 1962: Großes Verdienstkreuz mit Stern und Schulterband der Bundesrepublik Deutschland